# Kornoeljegalmug
De kornoeljegalmug (Craneiobia corni) is een muggensoort uit de familie van de galmuggen (Cecidomyiidae). De wetenschappelijke naam van de soort is voor het eerst geldig gepubliceerd in 1863 door Giraud.